# Ignatius Joseph Kasimo Hendrowahyono
Ignatius Joseph Kasimo Hendrowahyono (aussi connu sous le nom de I.J. Kasimo) était un homme politique indonésien.

## Biographie
En 1923, I.J. Kasimo participa à la création de l'Association politique catholique javanaise (javanais : Pakempalan Politik Katolik Djawi, PPKD) et siégea au Volksraad des Indes orientales néerlandaises. Le PPKD se développa après l'indépendance indonésienne pour devenir le Parti catholique. Il fut ministre de la Prospérité (ainsi que du Commerce et de l'Industrie) et de l'Approvisionnement alimentaire (et de l'Agriculture) dans les cabinets Mohammad Hatta II et Soesanto Tirtoprodjo (nl). Il fit aussi partie d'un cabinet d'urgence de la révolution nationale indonésienne et du cabinet Burhanuddin Harahap.
Il a été reconnu comme Héros national d'Indonésie.